# 绿景控股
绿景控股股份有限公司（深交所除牌前：000502，简称：绿景退曾用简称：绿景控股、绿景地产、恒大地产、琼能源）是一家从事房地产的股份制上市公司。
公司前身为成立于1988年6月海口新能源有限公司，1991年5月23日进行股制改革，成立海南新能源股份有限公司，1992年11月23日在深圳证券交易所A股上市。2002年，恒大集团入主。2003年1月3日变更为恒大地产股份有限公司，2005年9月4日注册地址由海南省海口市迁至广东省广州市。2006年5月20日更改为现名。2006年8月，恒大集团把持有的绿景地产所有股份轉讓给廣州市天譽房地產開發有限公司。2007年1月9日进行股权分置改革。
2010年，绿景地产計劃進行重組，向大股東廣州天譽以3.4億出售所有地產業務，包括花都绿景、佛山瑞丰、恒大广州、广西天誉等的股權，並向海航置业及海航酒店發行股份，收購海航酒店管理公司100%股权、城建天誉100%股权以及燕京饭店45%股权。有關重組最終取消。